# Walter Fries
Walter Fries (22 de abril de 1894 - 6 de agosto de 1982) foi um oficial alemão que serviu no Deutsches Heer durante a Segunda Guerra Mundial. Foi condecorado com a Cruz de Cavaleiro da Cruz de Ferro com Folhas de Carvalho.

## Condecorações
| Cruz de Ferro (1914) 2ª Classe                                            |                                           |
| Cruz de Ferro (1914) 1ª Classe                                            |                                           |
| Distintivo de Feridos (1914) em Preto                                     |                                           |
| Cruz de Honra da Guerra Mundial 1914/1918                                 |                                           |
| Medalha dos Sudetos com Barra do Castelo de Praga                         |                                           |
| Cruz de Ferro (1939) 2ª Classe                                            | 24 de setembro de 1939                    |
| Cruz de Ferro (1939) 1ª Classe                                            | 9 de outubro de 1939                      |
| Medalha da Frente Oriental                                                |                                           |
| Distintivo da infantaria de assalto                                       |                                           |
| Cruz Germânica em Ouro                                                    | 9 de outubro de 1942                      |
| Cruz de Cavaleiro da Cruz de Ferro                                        | 14 de dezembro de 1941                    |
| Cruz de Cavaleiro da Cruz de Ferro com Folhas de Carvalho nº 378          | 29 de janeiro de 1944                     |
| Cruz de Cavaleiro da Cruz de Ferro com Folhas de Carvalho e Espadas nº 87 | 11 de agosto de 1944                      |
| Mencionado duas vezes na Wehrmachtbericht                                 | 28 de junho de 1944 e 29 de julho de 1944 |